# Huberia brounii
Huberia brounii är en myrart som beskrevs av Auguste-Henri Forel 1895. Huberia brounii ingår i släktet Huberia och familjen myror. Inga underarter finns listade i Catalogue of Life.